# Zodarion aurorae
Zodarion aurorae är en spindelart som beskrevs av Weiss 1982. Zodarion aurorae ingår i släktet Zodarion och familjen Zodariidae.
Artens utbredningsområde är Rumänien. Inga underarter finns listade i Catalogue of Life.